# Ракове (Хмельницький)
Ра́кове — мікрорайон у східній частині міста Хмельницького.

## Історія

### До Української революції
В кінці XVIII століття на місці сучасного мікрорайону на березі річки Кудрянки було урочище Ракове. Ймовірно, поява цього топоніму пов'язана з великою кількістю раків у водах Кудрянки.
У 1795 році Проскурову був наданий статус повітового міста та урочище Ракове ввійшло до складу міських земель. На річці Кудрянці Проскурівським городовим магістратом будується гребля та млин, який отримав відповідну назву — Раковий млин. Тоді ж біля млина виникає невеликий хутір, перші письмові згадки про який датовані 1812 роком, коли Проскурівський магістрат дав поміщику села Книжківці Матвію Журовському дозвіл на будівництво в своєму маєтку водяного млина на Кудрянці за умови, що це не призведе до підтоплення міських луків і Ракового млина.
До обов'язків мешканців хутору, серед іншого, входило підтримання в порядку греблі та шлюзу через Кудрянку. Це було пов'язано з тим, що греблею йшла важлива для Подільської губернії поштова дорога на Летичів.
Крім того, на Раковому хуторі була невелика корчма та гуральня.
У 1870 році північною околицею Ракового пролягла залізнична лінія Жмеринка — Волочиськ. На 94 версті лінії була побудована казарма для шляхових обхідників. З часом хутір розрісся і, починаючи з 1880-х років став іменуватися передмістям Ракове та займав територію вздовж Кудрянки в межах сучасних вулиць Гальчевського — Східної.
На початку XX століття коли в Проскурові з'явилося кілька потужних парових млинів, Раковий водяний млин не витримав конкуренції та припинив свою роботу. В перші роки більшовицької влади був повністю розібраний.

### Раківське військове містечко
В середині 1930-х років Проскурів мав важливе стратегічне значення та досить потужний гарнізон. Внаслідок цього на східних околицях міста було вирішено побудувати військове містечко для військ табірного збору. У 1936–1938 роках на вільній землі за річкою Кудрянкою було побудовано п'ять чотириповерхових будинків для офіцерів та триповерхові казарми, будівлю штабу та їдальню. Південніше від казарм спорудили бокси для техніки і стайні, на схід — організували полігон.

### Концтабір шталаґ-355

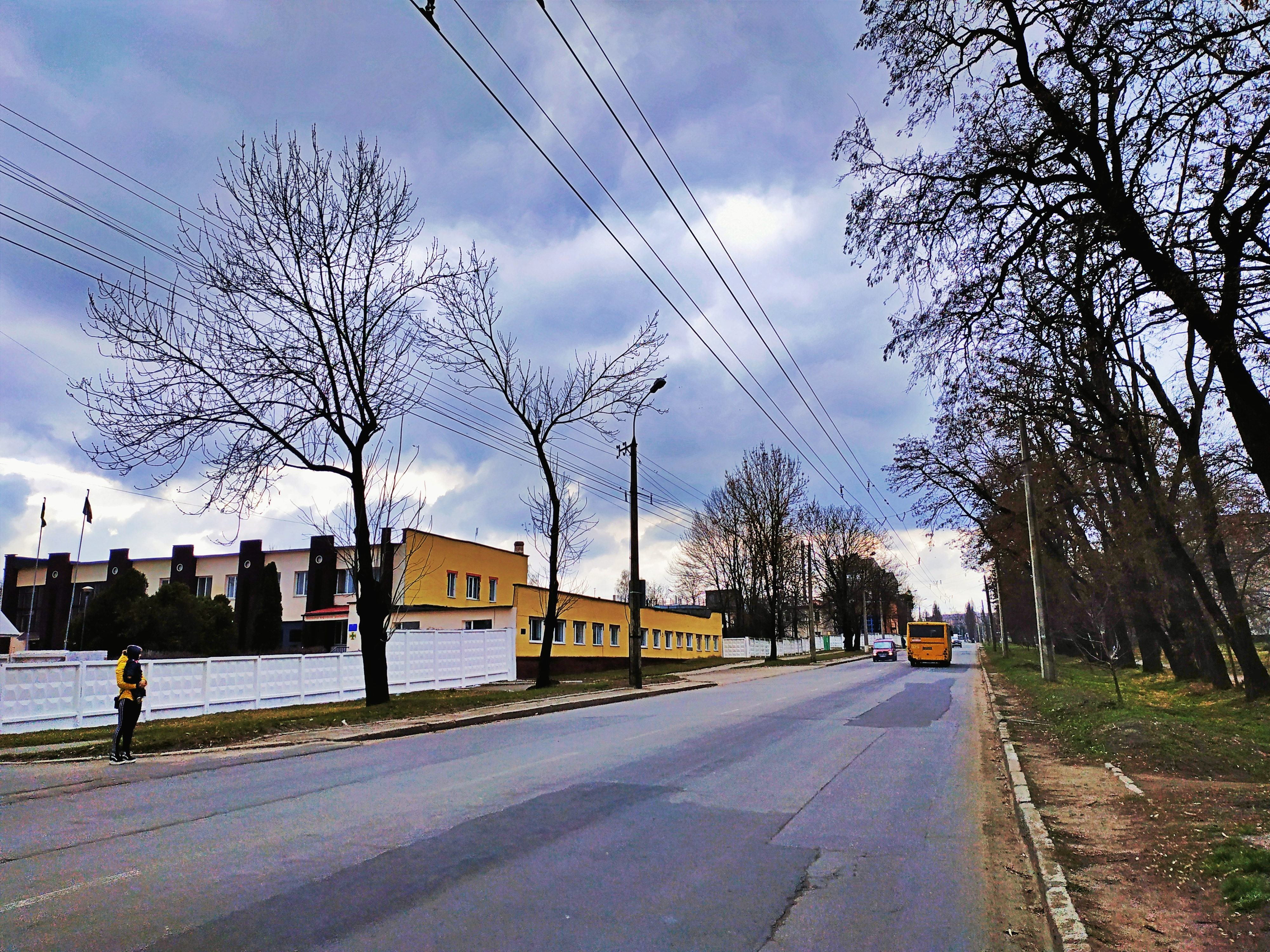
Вулиця Майборського

22 червня 1941 року розпочалась німецько-радянська війна, а вже 8 липня у Проскурів увійшли підрозділи вермахту. 20 серпня на території військового містечка в Раковому організовано табір особливого режиму для військовополонених (шталаґ-355), в якому за роки війни замордовано до 60 тисяч людей.
Після війни на місці братських могил відкрито меморіал.

### Повоєнна історія військового містечка
Упродовж 1945–1968 років Ракове було місцем дислокації 31-ї танкової Вісленської Червонопрапорної орденів Суворова і Кутузова дивізії.
У серпні 1968 року танкова дивізія введена у Чехословаччину (Операція «Дунай») задля придушення Празької весни і перебувала там до лютого 1990 року.

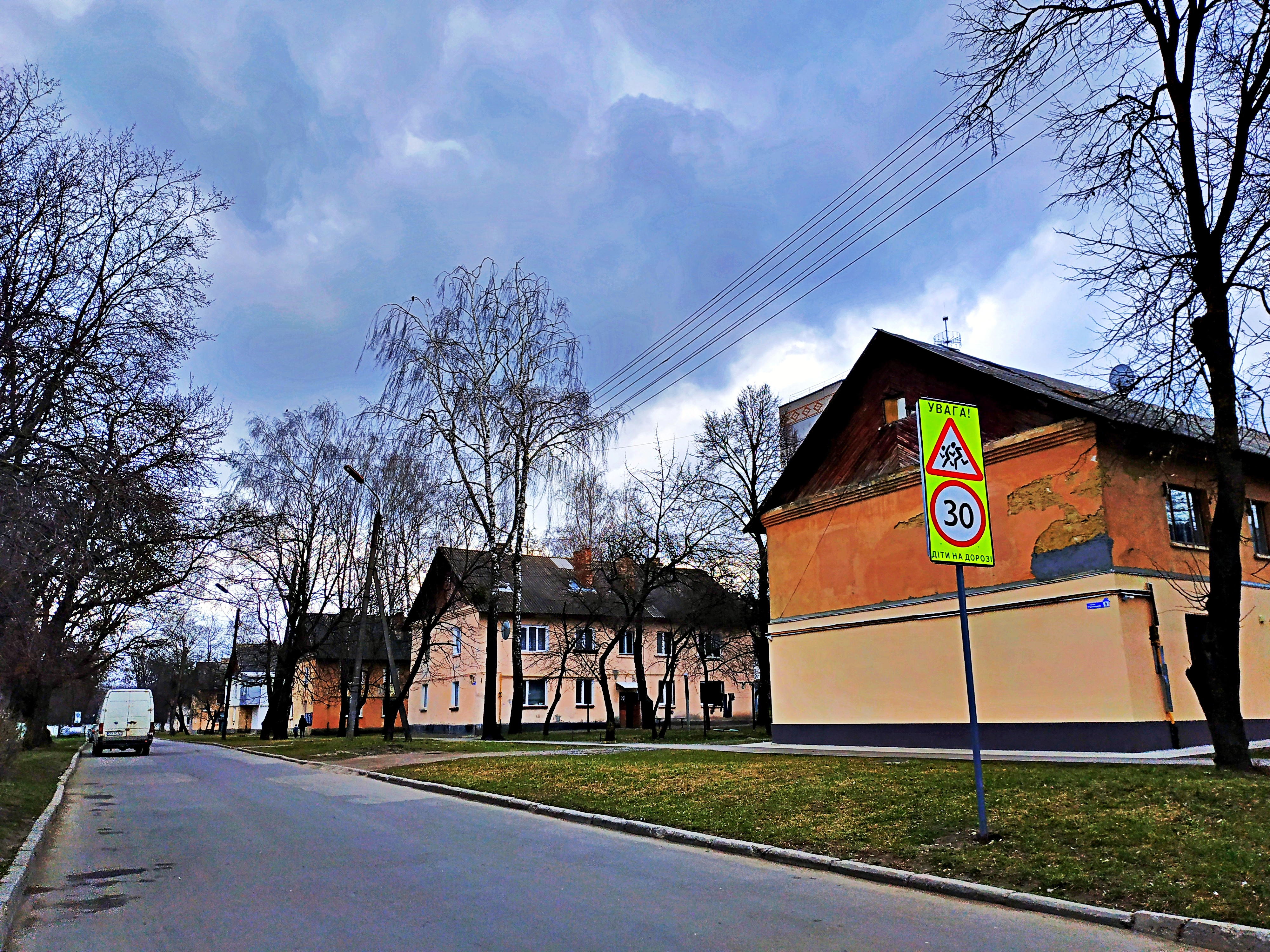
Будинки колишньої КЕЧ на вулиці Ракетників

У Ракове в 1960-х роках передислоковано підрозділи 19-ї Запорізької Червонопрапорної орденів Суворова і Кутузова дивізії Ракетних військ стратегічного призначення (в тому числі штаб).
У 1960–1970-х роках 19-та ракетна дивізія отримала остаточну структуру: 9 ракетних полків (у полку — шахтний командний пункт і 10 шахтних пускових установок). На озброєнні полку перебували 10 міжконтинентальних ракет УР-100Н.
16 листопада 1994 року Україна приєдналася до Договору про нерозповсюдження ядерної зброї від 1 липня 1968 року. Ліквідація ракетного озброєння у Хмельницькому проходила поетапно — до 1996 року знято всі ядерні боєголовки, до 1998 року — знищено шахтні пускові установки, а територію бойових позицій рекультивовано. 30 листопада 1999 року 19-ту ракетну дивізію розформовано. На її базі було створено 1-шу ракетну дивізію Сухопутних військ ЗС України.

## Персоналії
- Андранік Алексанян — співак.
- Бойко Олександр Олександрович (1981—2017) — полковник НГУ, заступник командира Загону «Вега-Захід», учасник російсько-української війни.
- Мельник Іван Олександрович (1994—2017) — військовий Збройних сил України, учасник війни на сході України.

## Соціальна і транспортна інфраструктури мікрорайону

СЗОШ № 12

До навчальних закладів мікрорайону відносяться НВК № 9 (вул. Чорновола, 155), СЗОШ № 12 (вул. Довженка, 6), Хмельницька санаторна школа-інтернат І-ІІІ ступенів № 2 (вул. Чорновола, 180) , дитячі садочки: № 11, № 23 «Вогник», № 34 «Тополька», № 50 «Лелеченька» та № 52 «Золотий півник», а також Хмельницький професійний торгово-кулінарний ліцей (вул. Чорновола, 159).
На вулиці Майборського розташована поліклініка № 3.
У мікрорайоні діють бібліотека-філія № 13 та бібліотека-філія для дітей № 14 Хмельницької міської ЦБС, а також 15-й гарнізонний Будинок офіцерів Сухопутних військ Збройних сил України.
У Раковому знаходиться храм на честь Святих Новомучеників.
Головною транспортною артерією Ракового є вулиця Чорновола. Громадський транспорт в мікрорайоні представлений тролейбусами № 3, 7, 7А, 9, автобусами № 11, 51, 51А та маршрутними таксі № 2, 18, 19, 23, 24, 24А, 25, 25А, 32, 36, 52.
У межах мікрорайону функціонує залізничний зупинний пункт Ракове.

## Галерея

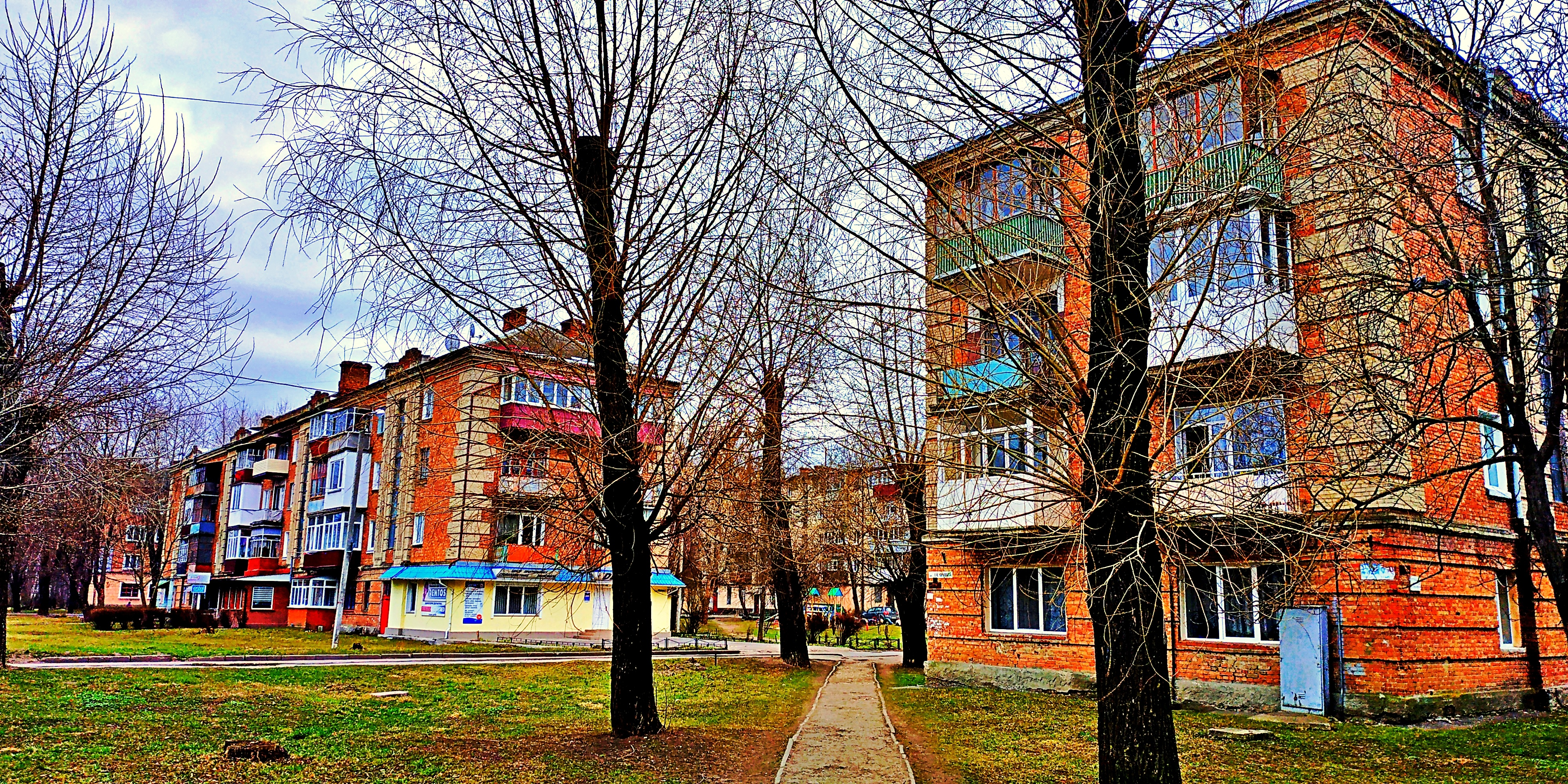
Житлові будинки колишнього військового містечка
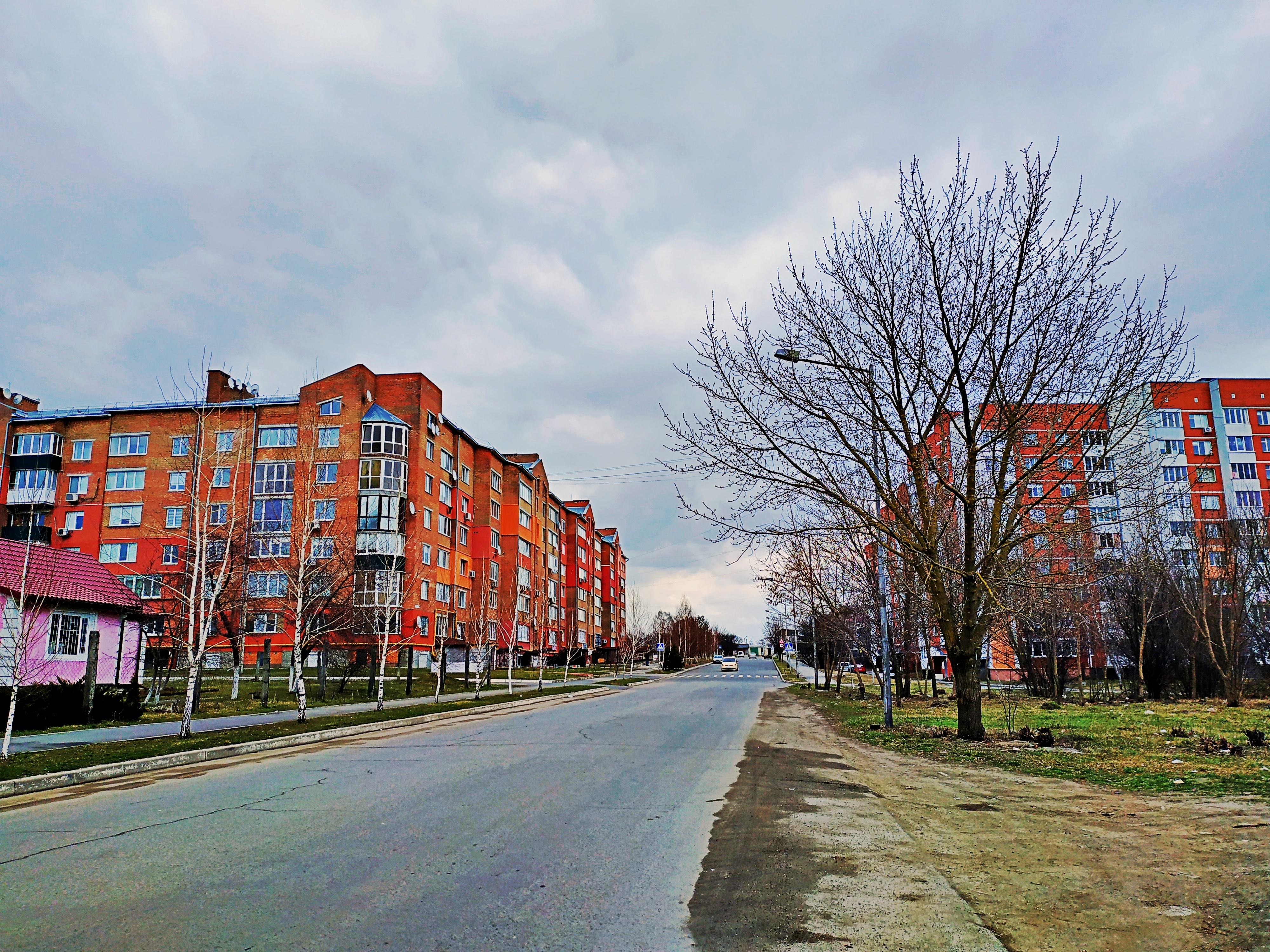
Вулиця Народної Волі, мікрорайон Ракове-2
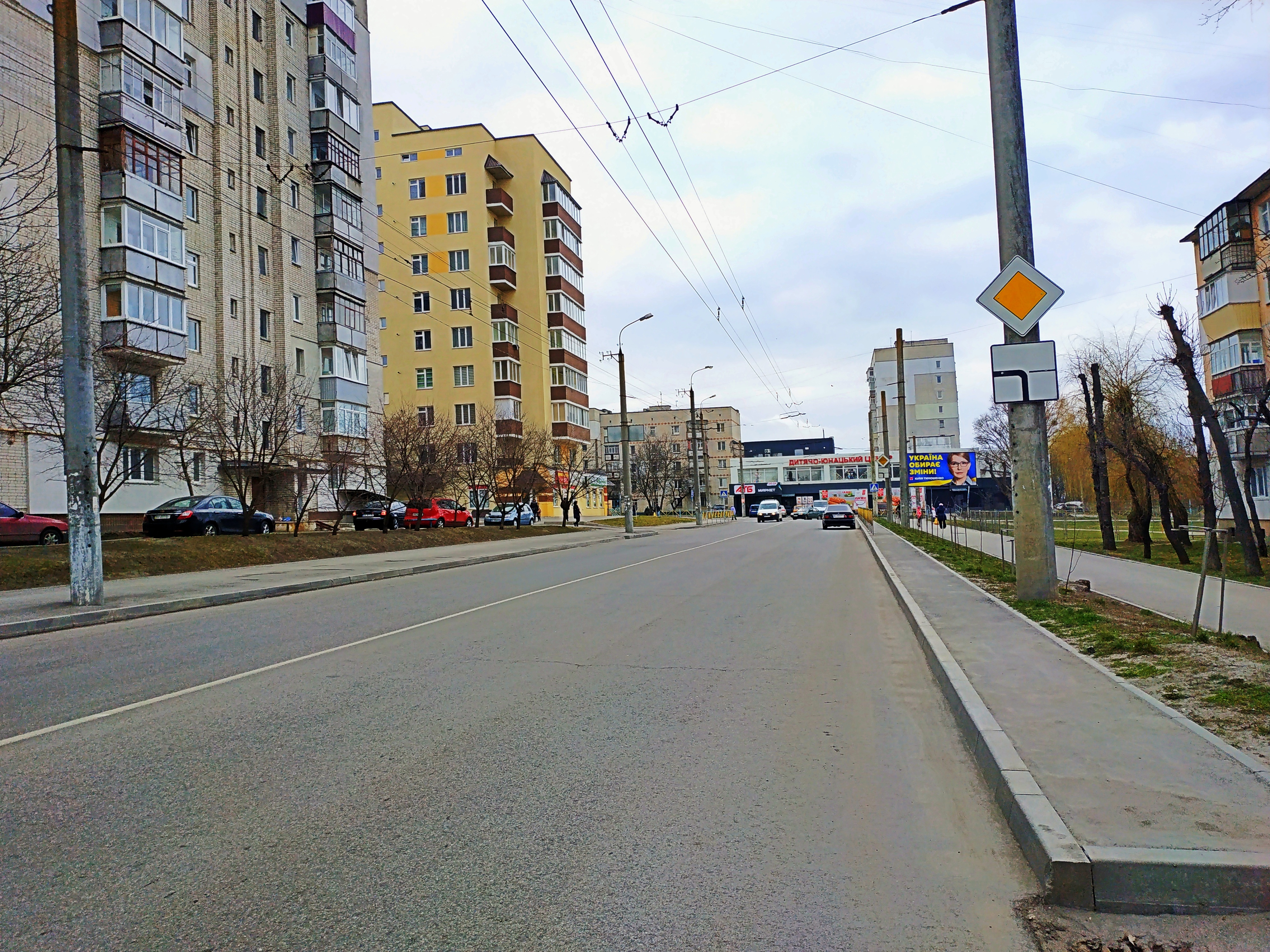
Вулиця Гарнізонна